# Synchorema tillyardi
Synchorema tillyardi is een schietmot uit de familie Hydrobiosidae. De soort komt voor in het Australaziatisch gebied.